# Saint-Maixant (Gironda)
Saint-Maixant é uma comuna francesa na região administrativa da Nova Aquitânia, no departamento da Gironda. Estende-se por uma área de 7,66 km². Em 2010 a comuna tinha 1 993 habitantes (densidade: 260,2 hab./km²).